# Veronika Halder
Veronika Halder (Innsbruck, 14 de octubre de 1980) es una deportista austríaca que compitió en luge en la modalidad individual.
Ganó cuatro medallas en el Campeonato Europeo de Luge entre los años 2004 y 2010. Participó en dos Juegos Olímpicos de Invierno, en los años 2006 y 2010, ocupando el quinto lugar en Turín 2006, en la prueba individual.

## Palmarés internacional
| Campeonato Europeo | Campeonato Europeo | Campeonato Europeo | Campeonato Europeo |
| Año                | Lugar              | Medalla            | Prueba             |
| ------------------ | ------------------ | ------------------ | ------------------ |
| 2004               | Oberhof (Alemania) | Medalla de bronce  | Equipo             |
| 2008               | Cesana (Italia)    | Medalla de plata   | Equipo             |
| 2008               | Cesana (Italia)    | Medalla de bronce  | Individual         |
| 2010               | Sigulda (Letonia)  | Medalla de plata   | Equipo             |